# Collobiano
Collobiano – miejscowość i gmina we Włoszech, w regionie Piemont, w prowincji Vercelli.
Według danych na rok 2004 gminę zamieszkiwało 113 osób (12,6 os./km²).